# كونيتيكت
كونيتيكت أو تُكتب أحياناً كُونِّكتِكِت أو كُنِّكتِكت (بالإنجليزية: Connecticut)‏ هي ولاية تقع في شمال شرق الولايات المتحدة وتقع في أقصى جنوب إقليم نيو إنجلاند. تحدها ولايات رود آيلاند من الشرق، ماساتشوستس إلى الشمال، نيويورك إلى الغرب، ومضيق لونغ آيلاند إلى الجنوب. عاصمتها هي مدينة هارتفورد، وأكبر مدنها هي مدينة بريدجبورت. ورغم أن كونيتيكت هي جزء من إقليم نيو إنغلاند، فغالبا ما يتم تجميعها إلى جانب مع نيويورك ونيوجيرسي في منطقة الولايات الثلاث. وسميت الولاية على نهر كونيتيكت، وهو نهر كبير يقسم الولاية لنصفين تقريبا. كلمة «كونيتيكت» مشتقة من محاكاة إنجليزية من كلمة «نهر المد الطويل» في لغات ألغونكويان.
كونيتيكت هي ثالث أصغر ولاية من حيث المساحة،  وترتيبها التاسع والعشرين من حيث السكان،  والرابعة من حيث الكثافة السكانية  بين الولايات الأمريكية الخمسين. وهي تعرف باسم «ولاية الدستور»، و «ولاية جوز الطيب»، و «ولاية الأحكام»، و «أرض العادات الثابتة». كان لها تأثير في تطوير الحكومة الفيدرالية للولايات المتحدة. أغلب جنوب وغرب كونيتيكت (ويضم غالبية سكان الولاية) هي جزء من منطقة نيويورك الحضرية؛ هناك ثلاث من مقاطعات كونيتيكت الثمان مدرجة إحصائيا في المنطقة الإحصائية المشتركة لمدينة نيويورك، والتي يشار إليها باسم منطقة الولايات الثلاث. يقع مركز كونيتيكت السكاني في مدينة تشيشاير في مقاطعة نيو هافن،  والتي تقع أيضا داخل منطقة الولايات الثلاث.
أول المستوطنين الأوروبيين في الولاية كانوا من الهولنديين. أنشأوا مستوطنة صغيرة لم تستمر في منطقة هارتفورد الحالية عند ملتقى نهري بارك وكونكتيكت وتدعى هويس دي غود هوب. في البداية، كان نصف كونيتيكت جزءا من هولندا الجديدة، التي شملت أغلب الأرض بين نهري كونتيكت وديلاوير. تم تأسيس أول المستوطنات الكبرى في ثلاثينات القرن السابع عشر من قبل المستوطنين الإنجليز. قاد توماس هوكر فرقة من أتباعه برا من مستعمرة خليج ماساتشوستسوأسس ما أصبح مستعمرة كونيتيكت؛ أسس مستوطنون آخرون من ماساتشوستس مستعمرتي سايبروك ونيو هافن. أسست مستعمرات كونيتيكت ونيو هافن بوثائق أساسية رسمية، واعتبرت هذه الوثائق أولى الدساتير في أمريكا الشمالية. وفي عام 1662، تم دمج المستعمرات الثلاثة بموجب ميثاق ملكي، ما جعل كونيتيكت مستعمرة تابعة للتاج. كانت هذه المستعمرة إحدى من المستعمرات الثلاثة عشر التي ثارت ضد الحكم البريطاني في الثورة الأمريكية.
ارتبط تاريخ الولاية بالتجارة البحرية وذلك بفضل أنهار كونيتيكت والتايمز والموانئ على طول مضيق لونغ آيلاند لا تزال هذه التقاليد البحرية مستمرة إلى اليوم. وللولاية أيضا تاريخ طويل في استضافة قطاع الخدمات المالية، بما في ذلك شركات التأمين في هارتفورد والمحافظ الوقائية في مقاطعة فيرفيلد. وحسب تعداد عام 2010، تميزت كونيتيكت بأعلى دخل للفرد ومؤشر تنمية بشرية (0.962)، ومتوسط دخل أسرة في الولايات المتحدة.

## جغرافيا
تحد كونيكتكت من الجنوب لونغ آيلاند ساوند، ومن الغرب ولاية نيويورك، ومن الشمال ماسوشوستس، ومن الشرق رود آيلاند. عاصمة الولاية هي مدينة هارتفورد، ومن أشهر مدن الولاية الأخرى: نيو هافن، ونيو لندن، ونورويتش، وستامفورد، وووتربيري، وتورينغتون، وستورز، وبيردجبورت (أكبر مدن الولاية). أعلى قمة في ولاية كونيتيكت هي جبل الدب (بير ماونتن) في مدينة ساليسبيري، شمال غرب الولاية.
تقسم كونيكتكت إلى ثمانية مناطق هي:
- غولد كوست
- ليتشفيلد هيلز
- وادي نهر نوغاتك
- نيو هافن الكبرى
- هارتفورد الكبرى
- وادي نهر كونيتيكت
- ذ كوايت كورنر
- جنوب شرق كونيتيكت

## تاريخ
أتى اسم الولاية «كونيتيكت» من كلمة "Quinnehtukqut" التي أطلقها الهنود موهيغان عليها، والتي تعني «منطقة النهر الطويل». كانت ولاية كونيتيكت خامس ولاية تنضم للاتحاد الأمريكي من بين الثلاثة عشر ولاية الأولى. أول الأوروبيين الذين استوطنوا كونيتيكت هم الإنجليز القادمين من ماسوشوستس في عام 1633.

## اقرأ أيضا
- علم كونيتيكت

## وصلات خارجية
- الموقع الرسمي